# Václavka (tůň)
Václavka je mrtvé říční rameno, které vzniklo v místě dřívějšího toku řeky Labe mezi Starou Boleslaví a Lysou nad Labem západně od vesnice Byšičky v okrese Praha-východ ve Středočeském kraji v Česku. Má rozlohu 1,264 ha. Je 520 m dlouhé a 35 m široké. Leží v nadmořské výšce 173 m. Patří do skupiny Hrbáčkových tůní a leží v přírodní rezervaci Káraný - Hrbáčkovy tůně.

## Okolí
Okolí tůně je na severu zarostlé starými stromy. V jižní části se za úzkým pásem stromů nachází na východě pole a na západě louka. Po západním břehu prochází železniční trať 231

## Vodní režim
Tůň nemá povrchový přítok ani odtok. Na severu navazuje lužním lesem na tůň Homolka-Urbanka a na jihu tůň přechází v mokřad, který původně tůň vyplňovala a dosahovala plochy 6 ha. Na jihu byla dříve povrchově propojená s Labem, k jehož povodí náleží.

## Přístup
Západní břeh je přístupný po neznačené polní cestě:
- odbočením na sever od cyklostezky Labská cyklotrasa č. 2 u železničního mostu v Čelákovicích,
- odbočením na západ od společně vedených  naučných stezek Údolím Labe a Krajinou Rudolfa II. jižně od kaple svatého Václava.

## Fauna
Z ryb jsou zastoupeni kapr obecný, lín obecný, karas obecný, sumeček americký, perlín ostrobřichý.